# Bandera de Marsella
La bandera de la ciudad de Marsella consiste en un paño rectangular de color blanco con una cruz azul claro. Cuenta con unas proporciones habituales de 3:2.
Se trata de una bandera de uso civil, ya que en el Ayuntamiento de la ciudad y en sus dependencias solamente se iza la bandera nacional. En las embarcaciones se muestra en mástil secundario que se destina a la bandera de cortesía.
El pabellón medieval de la ciudad ya consistía en una enseña de color blanco con una cruz azul. Tuvo la peculiaridad de ser más antiguo que el escudo de armas. La cruz se adoptó como símbolo de las Cruzadas, ya que en aquella época, (Siglos XI-XIII), en los puertos de embarque cuyo destino era Tierra Santa se izaban pabellones cargados con cruces como señal característica de los puertos seguros.
La primera referencia documentada de los colores de Marsella está fechada en 1254. Se trata de unos estatutos de la ciudad que prescribieron su uso: «de vexillo cum cruce communis Massilie portando in navibus et de alio vexillo». En 1257, en el acuerdo que la ciudad firmó con Carlos de Anjou, conde de Provenza se afirmó que «en tierra y en mar, en sus buques, galeras y otros instalaciones, continuarán mostrando  la bandera de su municipio conforme a la forma habitual y únicamente el estandarte del señor Conde será izado en el lugar más honorable».